# Alda din Alania
Alda sau Alde a fost o prințesă din Alania din secolul al XI-lea și a doua soție a regelui George I al Georgiei (care a domnit între 1014-1027). Cei doi au avut un fiu, Demetrius (Demetre) din Anacopia (sau Anakopia), care a jucat un rol notabil în tulburările civile din Georgia în timpul domniei fratelui său vitreg Bagrat al IV-lea.
A doua soție a regelui George I este menționată în cronicile medievale georgiene într-un text care relatează o încercare zadarnică a unei părți a nobilimii de a-i pune fiul, care a locuit în Anacopia, pe tronul Georgiei după moartea lui George I. Ulterior, Demetrius a trecut de partea bizantinilor și a predat Anacopia împăratului Roman al III-lea Arghir (în cca. 1033). În același text, ea este denumită „fiica regelui oseților”, o altă denumire a alanilor. Numele ei, Alda (în greacă Ἀλδή), este cunoscut din surse bizantine contemporane. Ioan Skilițes, după ce a consultat și analele georgiene, a relatat că Alda, „soția lui George ... din rasa alanilor” a predat „cetatea puternic fortificată a Anacopiei” împăratului care l-a onorat pe fiul său Demetrius cu rangul de magistros (μάγιστρος).
Deoarece nu s-a găsit în cronicile georgiene nicio mențiune clară privind repudierea de către George a primei sale soții, Mariam, unii istorici, cum ar fi Marie-Félicité Brosset,  au considerat că Alda ar fi fost o concubină, cu toate acestea legitimitatea căsătoriei lui George cu Alda nu pare a fi pusă la îndoială în sursele contemporane lor. În urma morții regelui George I al Georgiei urmată de ajungerea la putere a lui Mariam ca regent pentru fiul ei minor, Bagrat al IV-lea al Georgiei, Alda și fiul ei Demetrius au fugit în imperiul bizantin. Demetrius a petrecut aproape două decenii în încercarea de a urca pe tronul Georgiei, fiind sprijinit în lupta sa de puternicul duce Liparit al IV-lea de Kldekari (ლიპარიტ IV) și de bizantini. Demetrius a murit în jurul anului 1053. După aceasta, potrivit istoricului georgian din secolul al XVIII-lea, prințul Vahuști, fiul lui Demetrius, David, a fost dus de bunica sa (adică de Alda, dar nu este menționat numele ei de către Vahuști) în Alania, unde descendenții săi s-au înmulțit, formând o linie „regală” locală, din care a provenit David Soslan, al doilea soț al reginei Tamara a Georgiei (care a domnit între 1184–1213).